# Institut de Ciències Matemàtiques
L'Institut de Ciències Matemàtiques (ICMAT) és un institut mixt del Consell Superior d'Investigacions Científiques (CSIC) amb tres universitats madrilenyes: la Universitat Autònoma de Madrid, la Universitat Carles III de Madrid i la Universitat Complutense de Madrid. La seu de l'ICMAT es troba al campus de la UAM a Cantoblanco (Comunitat de Madrid, en un edifici de nova construcció.
L'ICMAT compta amb al voltant de 100 membres, i conjuga la plantilla de matemàtics del CSIC amb investigadors de les tres universitats madrilenyes. La selecció inicial d'investigadors es va dur a terme amb l'ajuda de l'Agència Nacional d'Avaluació i Prospectiva després d'una crida pública a tots els interessats. El seu director de 2007 a 2017 ha estat Manuel de León Rodríguez. L'actual director és Antonio Córdoba Barba.

## Recerca a l'ICMAT

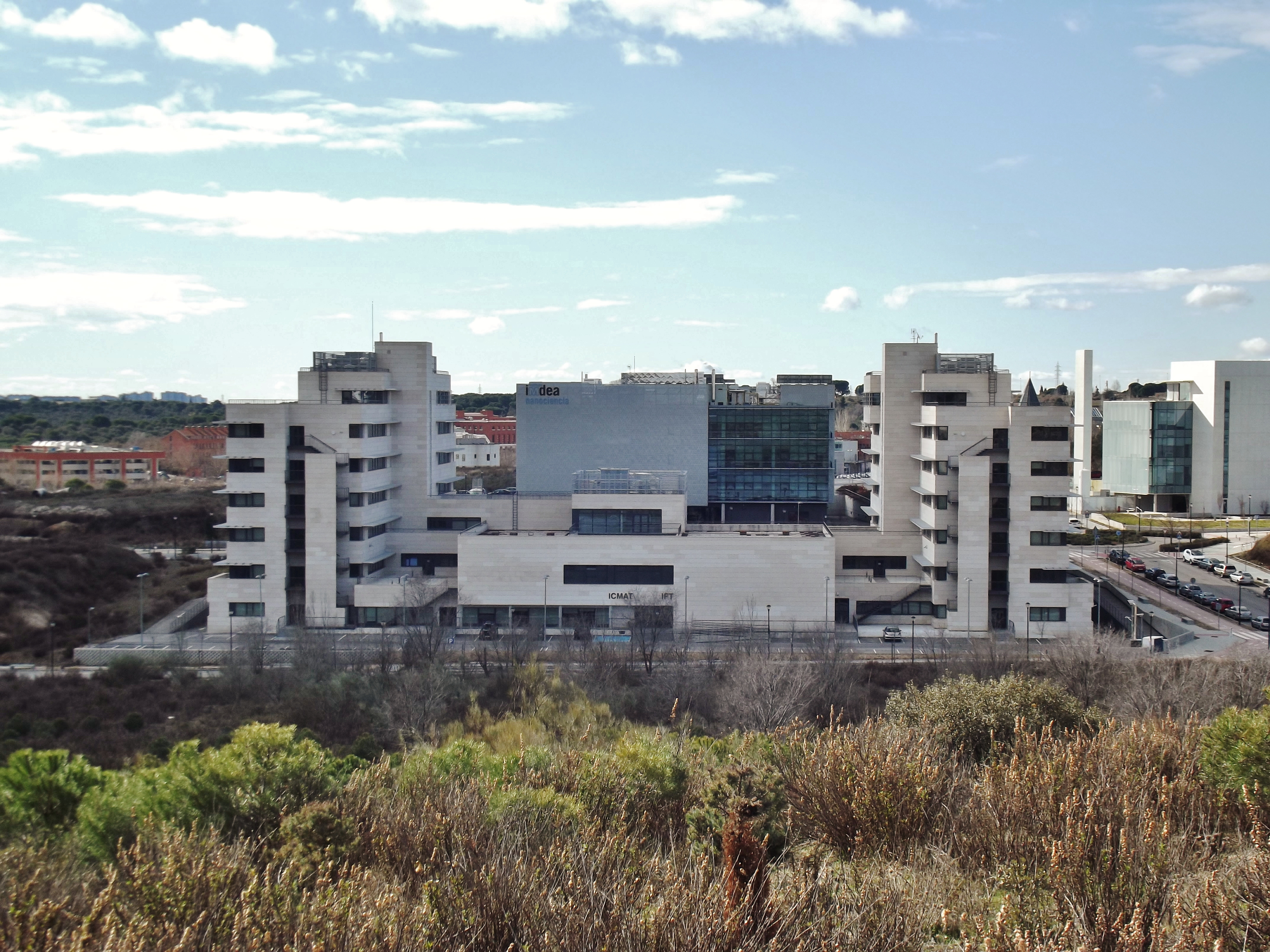
Vista general de l'Institut de Ciències Matemàtiques.

L'ICMAT és un institut que aborda tot tipus de recerca matemàtica, incloent la seva transferència. Inicialment, els principals temes de treball són l'anàlisi matemàtica, la geometria diferencial i la geometria algebraica, les equacions en derivades parcials, la mecànica de fluids, els sistemes dinàmics, la mecànica geomètrica i la física matemàtica, a més en 2011 es van incloure una línia de teoria de nombres, i una altra de teoria de grups i combinatòria.
Fins ara, entre els resultats de recerca de major impacte obtinguts pels investigadors del ICMAT es poden destacar la resolució del problema de Nash en Teoria de Singularitats per Javier Fernández de Bobadilla i María Pe; la solució del problema de Sidón en Teoria de Nombres, per Javier Cilleruelo i Carlos Vinuesa; la resolució de la conjectura d'Arnold en hidrodinàmica, per Daniel Peralta Sales i Alberto Enciso; la construcció del model matemàtic que explica com trenquen les ones per l'equip de recerca de Diego Córdoba; o els resultats recents sobre transport lagrangià i les seves aplicacions a l'estudi de la capa d'ozó per l'equip d'Ana María Mancho.

## Història del ICMAT

### Orígens
L'ICMAT va néixer a partir del Departament de Matemàtiques de l'Institut de Matemàtiques i Física Fonamental del CSIC, al que s'adscrivien els matemàtics del Consell. Al novembre de 2007 es va signar el conveni de creació del centre, després de l'avaluació del Pla Estratègic 2006-2009 a la qual es van sotmetre tots els centres del CSIC, en la qual la comissió internacional recomanava la instauració d'un institut propi.
Mirant cap enrere en la història del CSIC es pot trobar, en certa manera, predecessors encara més antics del ICMAT: el Laboratori Seminari Matemàtic de la Junta d'Ampliació d'Estudis (JAE) creat en 1915, i l'Institut Jorge Juan de Matemàtiques, creat en 1939 pel CSIC.

### Centre d'Excel·lència Severo Ochoa
En 2011 l'ICMAT va aconseguir ser seleccionat com un dels vuit centres d'excel·lència en la convocatòria Programa Severo Ochoa del llavors Ministeri de Ciència i Tecnologia.
Entre altres reconeixements, sis investigadors del ICMAT han aconseguit beques ERC Starting Grants del Consell Europeu d'Investigació.

## Divulgació a l'ICMAT
L'ICMAT participa anualment en la Setmana de la Ciència i Tecnologia de la Comunitat de Madrid, en el concurs Ciència en Acció (del que és una de les institucions organitzadors), i des de 2012 en la Nit dels Investigadors de la Comunitat de Madrid (en col·laboració amb la Universitat Autònoma de Madrid).
A més d'això, l'ICMAT ha engegat el programa Matemàtiques en la Residència (en col·laboració amb la Residència d'Estudiants i el CSIC) en el qual han participat divulgadors internacionals com Marcus du Sautoy, Jesús María Sanz Serna, Pierre Cartier, Guillermo Martínez, Edward Frenkel, Christiane Rousseau, Antonio Durán i John Allen Paulos, i el concurso Grafiti y Mates, dirigit a estudiants de secundària. El bloc Matemáticas y sus Fronteras aconsegueix els 150.000 lectors anuals, al que s'afegeix la presència de l'institut a les xarxes socials (Facebook i Twitter).
El març de 2013 l'ICMAT es va convertir en Unitat de Cultura Científica reconeguda per la FECYT, sent l'única institució matemàtica amb aquesta distinció.

## Instal·lacions i ubicació

### Instal·lacions
L'ICMAT se situa en un edifici recentment construït al campus de la Universitat Autònoma de Madrid. Compta amb un saló d'actes amb capacitat per 270 persones, una aula per 140, una per 80 i tres per 30, 40 i 50 persones, respectivament; una biblioteca amb 1100 metres quadrats; una àmplia zona de computació, i un centenar de despatxos amb capacitat per uns 200 investigadors.
Aquestes instal·lacions permeten la celebració de programes temàtics, congressos i escoles i seminaris.

### L'ICMAT al Campus d'Excel·lència Internacional UAM+CSIC
L'ICMAT forma part de l'eix estratègic de Física Teòrica i Matemàtiques en el CEI UAM+CSIC.